# ジガバチ
ジガバチ（似我蜂）は、昆虫綱膜翅目アナバチ科（別名：ジガバチ科）のジガバチ亜科またはジガバチ族の総称である。ジガバチ亜科はジガバチ族のみを含む単型である。
狭義には、ジガバチ亜科（ジガバチ族）の1属ジガバチ属 Ammophilaを意味し、さらに狭義にはその1種サトジガバチ（ヤマジガバチ） Ammophila sabulosaをジガバチとすることがあるが、ここではジガバチ亜科（ジガバチ族）を扱う。

## 生態
典型的な狩りバチで、どの種でも「狩り」をすることが知られている。
狩りは幼虫の食糧確保のために行なわれる。地面に穴を掘って幼虫室と呼ばれる巣を作った後、幼虫の食料にする獲物を捕らえて毒針で毒を注入する。獲物は全く動かなくなるが、死ぬと肉が腐って幼虫の餌にならないため、これは神経を麻痺させてあるだけで、殺してはいない。その後、巣穴に獲物を運び入れ、卵を一つ（種によっては複数）産み付ける。雌は幼虫室を閉じて出ていき、二度と戻らない。
幼虫は獲物の体の上で孵化し、獲物を殺して腐敗させないように、生命維持に影響を及ぼさない部位から順番に食べていく。獲物を食べつくして巣穴と同じくらいの大きさまで成長すると、繭を作って蛹になり、10日ほどで羽化をして巣穴を出る。
幼虫の食料として、ジガバチ属は蛾の幼虫を捕るが、これに対し、同科で似た生態を持つがジガバチ亜科には属さないSceliphron属はクモを捕る。

巣に石でふたをするサトジガバチ

非社会性である。

## 名の由来
一説によると、ジガバチの名は、巣穴の掘削時と閉塞時に胸部の飛翔筋の振動を頭部に伝えて土壌を砕いたり突き固める際の音に由来し、虫をつかまえて穴に埋め、似我似我（じがじが、我に似よ）と言っているとの伝承に基づく。じがじがと唱えたあと、埋めた虫が後日ハチの姿になって出てきたように見えたためと言われている。

## 分類
ジガバチ亜科（ジガバチ族）は単系統である。
6属約300種が属す。以下では種はごく一部のみ記す。
- Ammophila Kirby,1798 ジガバチ属
  - Ammophila aemulans ミカドジガバチ
  - Ammophila atripes フジジガバチ
  - Ammophila clavus フジジガバチ
  - Ammophila sabulosa (A. infesta) サトジガバチ（ヤマジガバチ、ジガバチ）
- Eremnophila Menke, 1964
- Eremochares Gribodo, 1883
- Hoplammophila de Beaumont, 1960 ホップランモフィラ属[1]
  - Hoplammophila aemulans ミカドジガバチ
- Parapsammophila Taschenberg, 1869
- Podalonia Fernald, 1927

アメリカジガバチ Sceliphron caementariumなど、Sceliphrinae亜科Sceliphron属の種も、和名にジガバチの名を持つが、ジガバチ亜科ではない。